# Ракун звичайний
Ракун звичайний, або єнот-полоскун, північний єнот (Procyon lotor) — вид роду Ракун (Procyon) родини Ракунові (Procyonidae). Мешкає у природних умовах на більшій частині Північної Америки. Також у середині XX століття цього єнота завезли до багатьох країн Європи та в Японію. Доволі соціальний ссавець. Є випадки одомашнення людьми. В Європейському Союзі включено до списку чужорідних інвазійних видів.
Тварина має доволі міцне тіло і короткі лапи. Середня довжина ракунів — 65 см, хвоста — 25 см; вага сягає від 5,5–7 кг, але може досягати і 12–15 кг. Забарвлення жовтувато-сірого кольору, з характерними чорними смугами на хвості та чорною маскою на морді; хутро дуже густе. Народжують від 1 до 7 дитинчат раз на рік.
Відома в Україні назва «полоскун» (лат. lotor) пов'язана з цікавою біологічною особливістю звіра, який живучи поблизу води, часто «полоще» свою їжу в ній.

## Розповсюдження
Корінний мешканець Центральної та Північної Америки.
До Європи вид заселено в 30-х роках XX ст.. Зокрема, його акліматизували в Німеччині, Білорусі, Молдові, Грузії, Азербайджані. Через деякий час ракун поширився до Нідерландів та Франції.
У дикому вигляді в Україні не зустрічається. Однак відомі випадки, коли бачили групи по 5–10 особин за 10–30 км від кордонів України з Білоруссю, де вони зимували в дуплах вікових дерев. Імовірно, що ці єноти живуть і на теренах України, в північних районах Чернігівської, Київської та Житомирської областей.
Широкому загалу цей «єнот» відомий завдяки цирковим програмам та мультфільмам, в яких він нерідко виступає як головний герой.

## Зовнішній вигляд

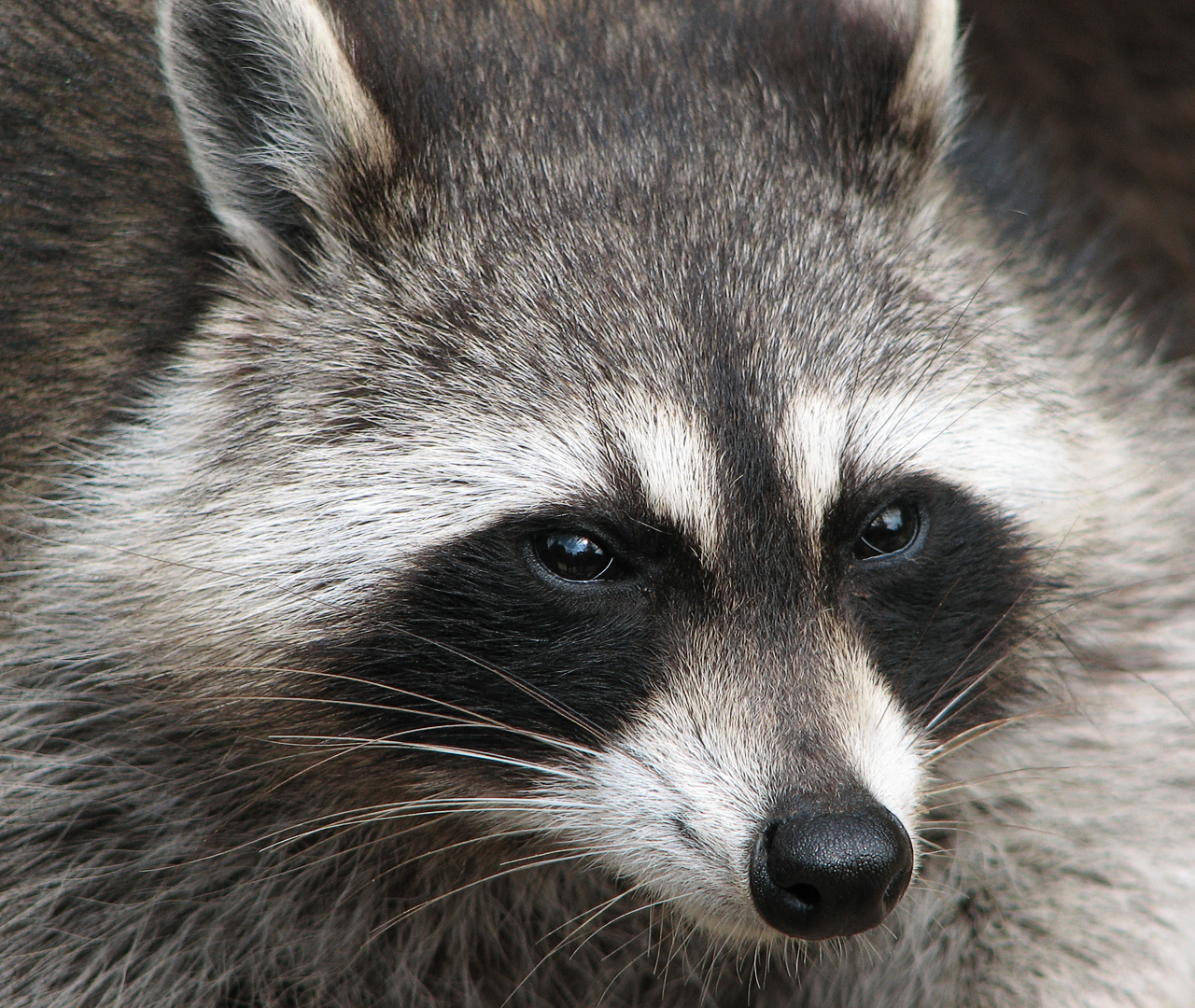
Голова ракуна

Ракун подібний до єнота уссурійського, хоча правильно говорити, що єнот уссурійський, первинно описаний саме як «пес ракуновидий» (Canis procyonoides, де Canis — «пес», Procyon — «ракун», лат. -oīdēs — «подібний»), названий «псом ракуновим» через свою віддалену подібність до ракуна. Подібність їхня пов'язана з темними плямами навколо очей, проте ракун значно більш витончений за єнота.
Він має кремезне тіло, короткі лапи з довгими рухливими пальцями та гострими кігтями. Підошви лап голі. Спирається на всю підошву, коли стоїть, а при ходьбі лише на одні пальці. Через цю особливість, сліди єнота нагадують мініатюрні відбитки людських рук. Довжина його подвійного кроку становить 10–13 см, відбиток сліду передньої лапи — 7×7 см, задньої — 10 см в довжину і 6 см в ширину. Голова широка, з короткою гострою мордою. Вуха невеликі та округлі. Хвіст пухнастий. Хутро густе і довге. Зубна формула — різці 3/3, ікла 1/1, премоляри 3-4/3-4, моляри 2/2-3. Всього 36—42 зубів.
Довжина тулуба 45–75 см, хвоста 20–40 см, висота в холці 30–35 см. Вага 5,4–15,8 кг, в середньому — 6 кг. Самці важче самиць приблизно на 10–30 %. Восени можуть набирати вагу в 2–2,5 раза.
Хутро жовтувато-сірого кольору з домішкою чорного. Від чола до кінчика носа тягнеться чорно-бура смуга. Навколо очей є чорно-бурі плями. На хвості у єнота-полоскуна 5–7 широких кілець сіро-жовтого і чорно-бурого кольору.

## Живлення

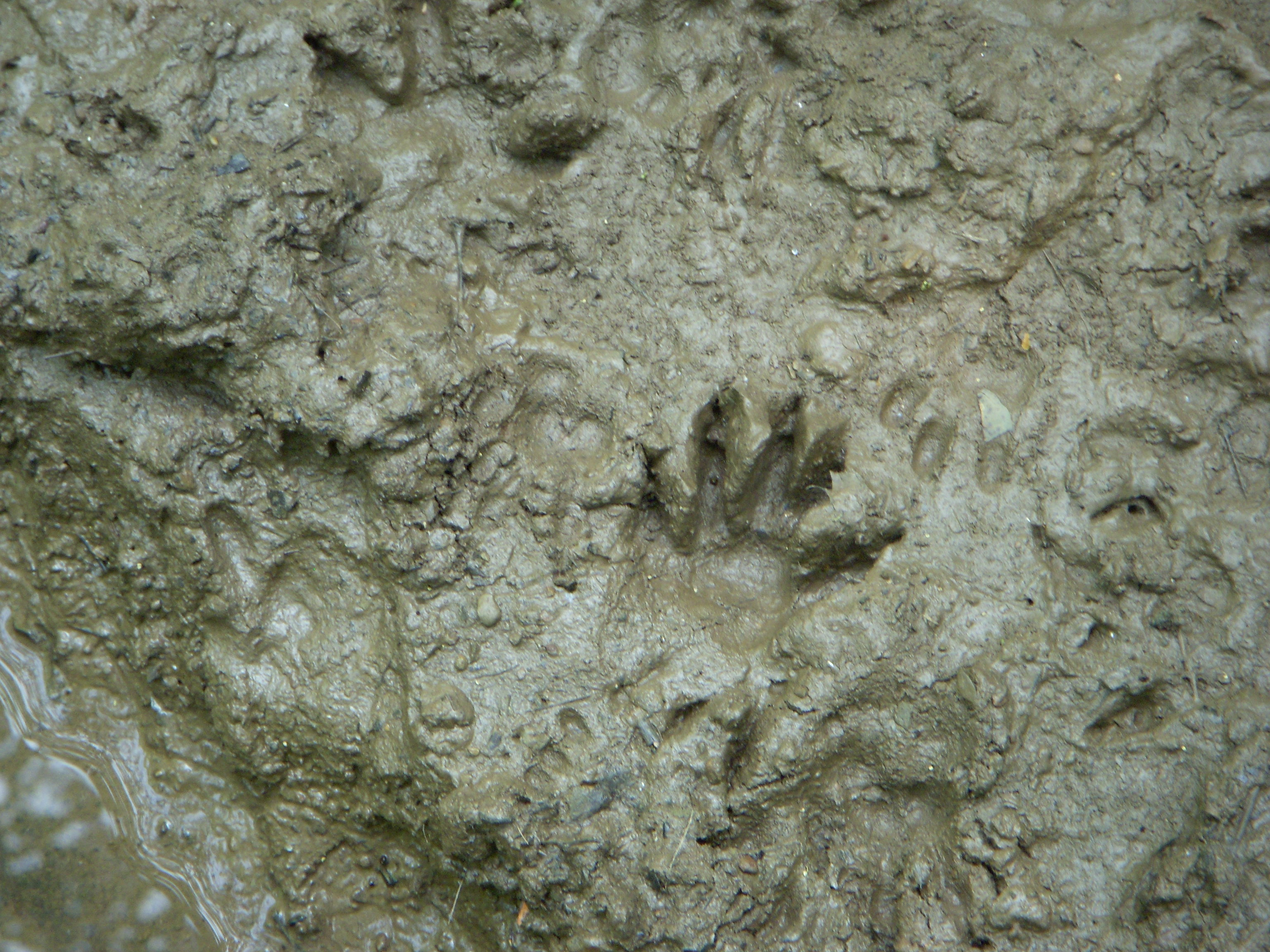
Відбиток лапи ракуна у болоті.

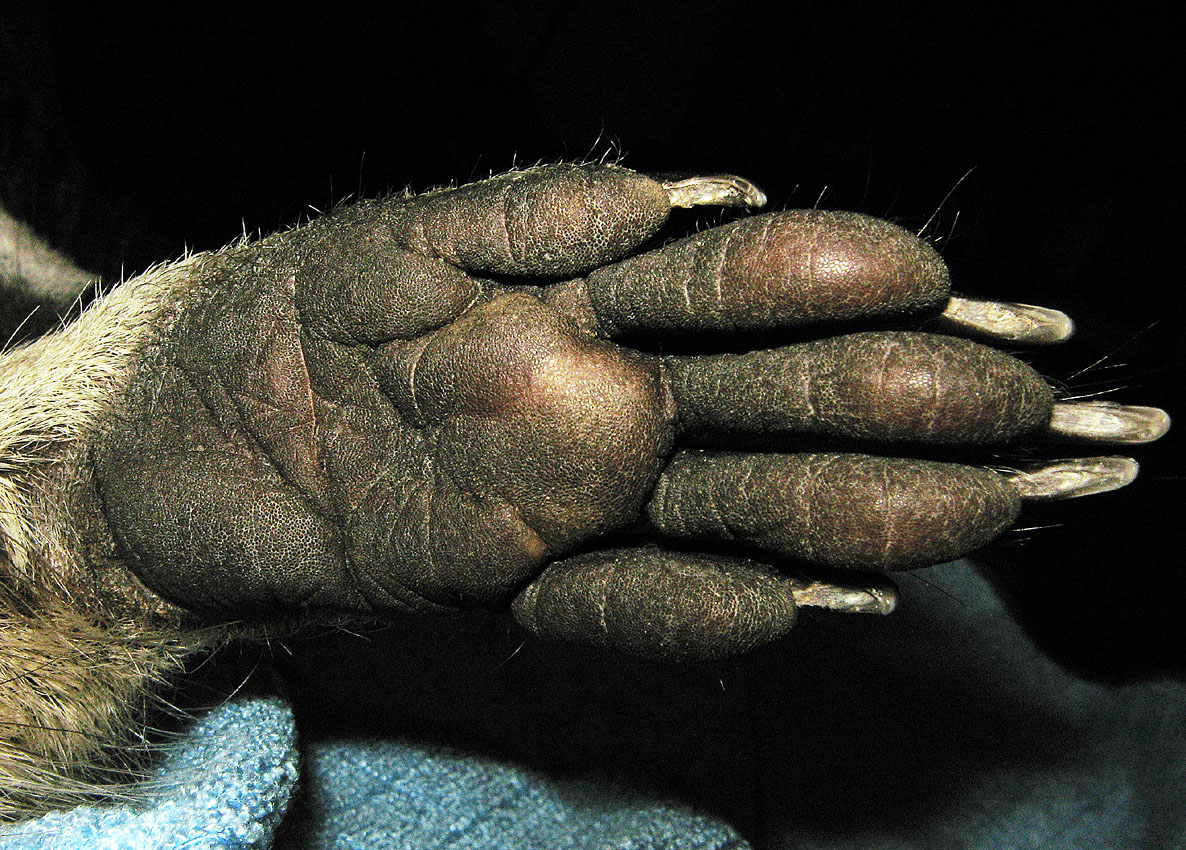
Ступня передньої лапи ракуна північного

Ракун — всеїдний звір. У живленні виражена сезонна зміна. Навесні і на початку літа основу раціону складають комахи, безхребетні, гризуни іноді маленькі птахи, а в другій половині літа і восени він переважно їсть рослинну їжу (плоди та горіхи, дикі вишні, аґрус, ягоди бузини, дикий виноград, полуницю і городні культури, як наприклад, картоплю і зерно). В південних частинах ареалу, де є велика кількість горіхів і зерна, єнот продовжує добувати продовольство протягом усього року.
Поїдає різноманітних комах та їхніх личинок, земляних черв'яків, равликів, жаб, раків, рибу і гризунів. Рідше єноти поїдають ондатр, вивірок, кроликів і яйця водоплавних птахів. Періодично здійснює набіги на гнізда комах (шершнів, джмелів, термітів і мурах), здебільшого через їх личинки. Товста шкіра і хутро захищають тварин від жал комах. Можуть вправно плавати, однак роблять це неохоче. У воді можуть знайти собі якусь здобич: рибу, жабу чи безхребетних. Живучи недалеко від людей, ракуни охоче риються в смітті, вишукуючи їстівні продукти, нерідко забираються і до пташників.

## Спосіб життя

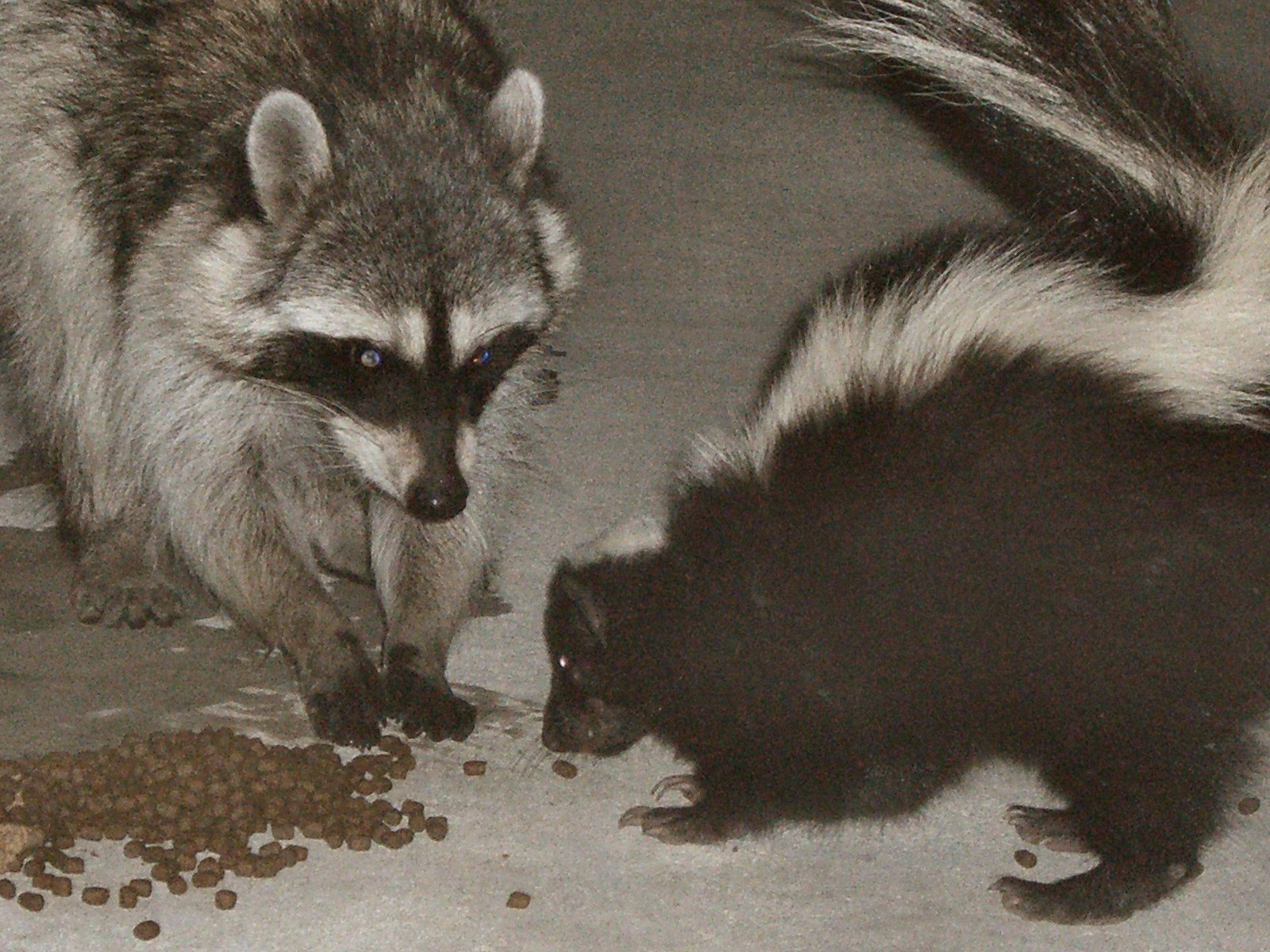
Ракун та скунс

Ракун мешкає в різноманітних місцях проживання біля річок, озер, в заплавах, рідше передгірних листяних і мішаних лісах, уникаючи хвойних лісів та лісів без водойм. Селиться на околицях полів, у садах та інших насадженнях, зустрічається в скверах міст і передмість. Взагалі досить легко пристосовується до антропогенного ландшафту. У межах свого природного ареалу, єноти поселяються у низинах і рівнинах, уникаючи регіонів з суворими зимами.
Ворогами єнота є койоти, вовки, руді рисі, алігатори, сови. На дитинчат часто полюють змії.
Веде нічний спосіб життя. День проводить на гілках дерев або в дуплах, на полювання виходить із початком сутінків. У єнотів чудовий нічний зір і гострий слух. Вони дуже вправні альпіністи і чудово лазять по деревах. Завдяки рухливим ступням ніг, які можуть повертатися майже на 180 градусів, єноти можуть спускатися з дерева головою вперед. Мають виокремлені рухливі пальці, як і у мавп. Також можуть, як мавпи або лінивці, лазити по горизонтальних гілках, висячи на них вниз спиною.
По землі зазвичай ходять, можуть і бігати. Ходять розміреною ходою, але у випадку небезпеки можуть розвивати швидкість до 24 км/год. Без жодних наслідків для себе можуть зістрибнути (або впасти) з висоти 10–12 метрів. У пошуках їжі єноти за ніч можуть пройти до 2,5 км.
Кількість популяції виду широко змінюється залежно від типів середовища існування. У вологих низинах (болота, припливні зони і заливні рівнини) щільність становить до 50 особин на 1 км². У сільськогосподарських районах та лісах щільність досягає 20 особин на 1 км², а в приміських районах до 69 на 1 км².

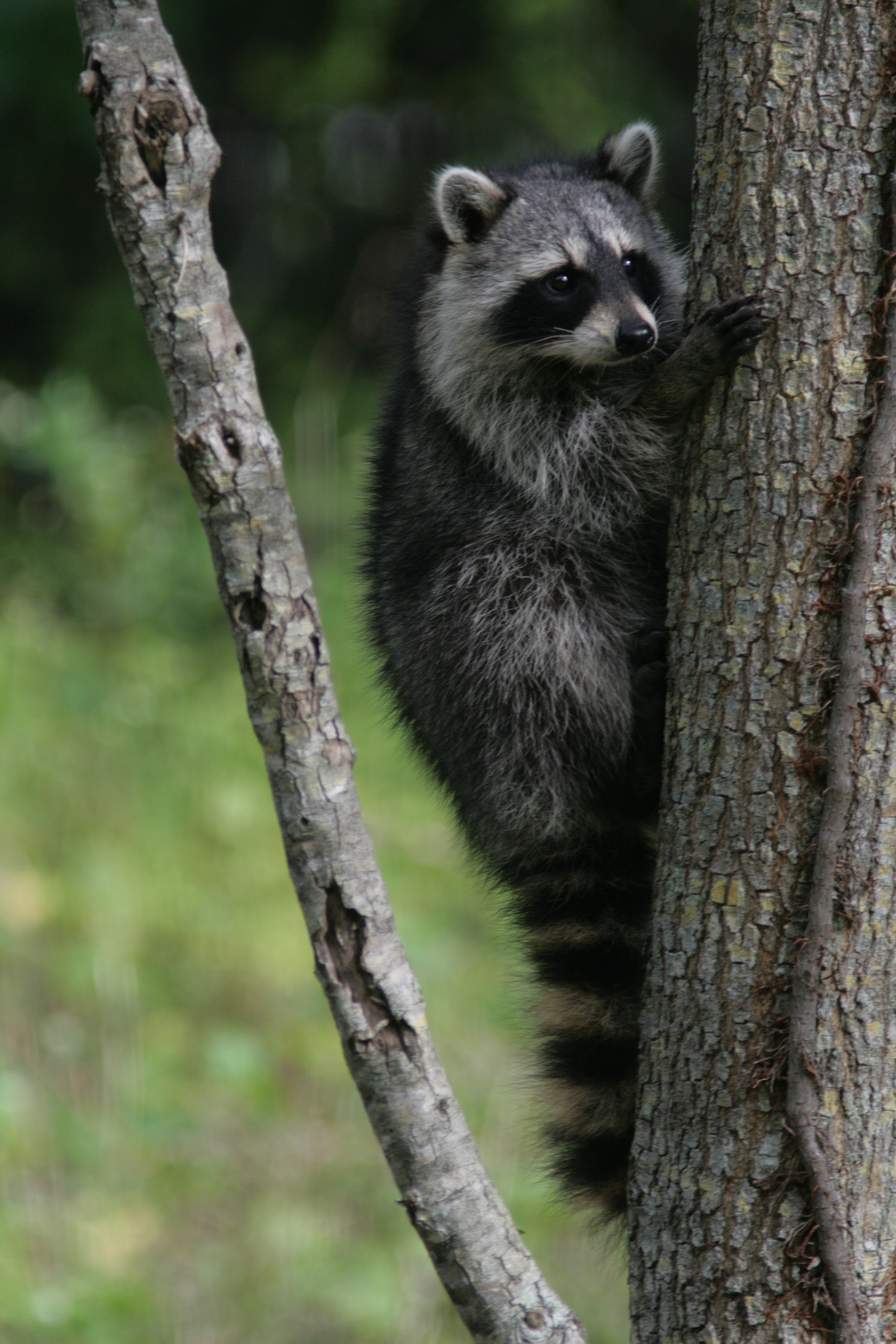
Дитинча на дереві

У північних широтах ареалу калорійна дієта надзвичайно важлива для єнота, оскільки тварини повинні накопичувати достатній запас жиру, щоб витрачати їх протягом зимової сплячки. Жир накопичується по всьому тілу, навіть навколо хвостової кістки, при цьому шар жиру, особливо на спині досягає до 2,5 см.
Ракун єдиний представник родини ракунових, який з настанням зими впадає у сплячку на чотири і більше місяців. Сон неглибокий і переривчастий. У теплу погоду ракун іноді прокидається і може протягом кількох годин бродити поблизу лігва. У холодну, морозну і сніжну погоду не залишає нори, заощаджуючи свої жирові запаси.
Своє житло ракун влаштовує в дуплах старих дерев, ущелинах і нагромадженнях каменів. Іноді використовує старі нори інших тварин, але сам рити нори не вміє. Іноді житла розташовуються на висоті 20–30 метрів над землею в дупластих деревах.
Єнот дуже цікавий, активний, сміливий і розумний. Це розумна тварина, легко пристосовується до швидко змінного середовища існування. Іноді єнотів тримають як домашніх тварин. Вони дуже швидко стають ручними. Єноти не визнають заборон, і якщо вони щось вирішили зробити, або хочуть чогось, то обов'язково зроблять чи отримають це. У період статевого дозрівання єноти стають дещо агресивними, але це швидко минає і виникає не у всіх.

### Соціальна структура
Насамперед, ракун є одинаком (солітарна тварина). Дорослі самці зимують у лігві поодинці, а сімейна група часто живе разом протягом першої для дитинчат зими. Після цього вже підрослі ракуни шукають для себе окрему домівку.
Площа сімейної мисливської ділянки змінюється від особливості місця проживання, населеності, кількості й різноманітності їжі. Приватна ділянка використовується тваринами задля добування продовольства, води і для відпочинку. У сільськогосподарських районах східної частини Північної Америки, такі ділянки зазвичай складають 1–4 км², тоді як в степах єноти використовують більші ділянки (аж до 50 км²). Територія єнотів, що живуть у передмістях, становить менше 0,1 км².
Виходячи з нори у пошуках їжі опісля настання сутінків, ракун починає обходити свою територію. При зустрічі двох ракунів-сусідів, тварини починають гарчати, шкірити зуби та наїжачувати хутро на спині. Після такої демонстрації тварини зазвичай розходяться та не вступають в бійку. Сімейна група, яка складається із матері та її дитинчат, протягом ночі добуває собі харчі, а протягом всього наступного дня відпочиває. Самці, які живуть поодинці, полюють самостійно.

## Розмноження

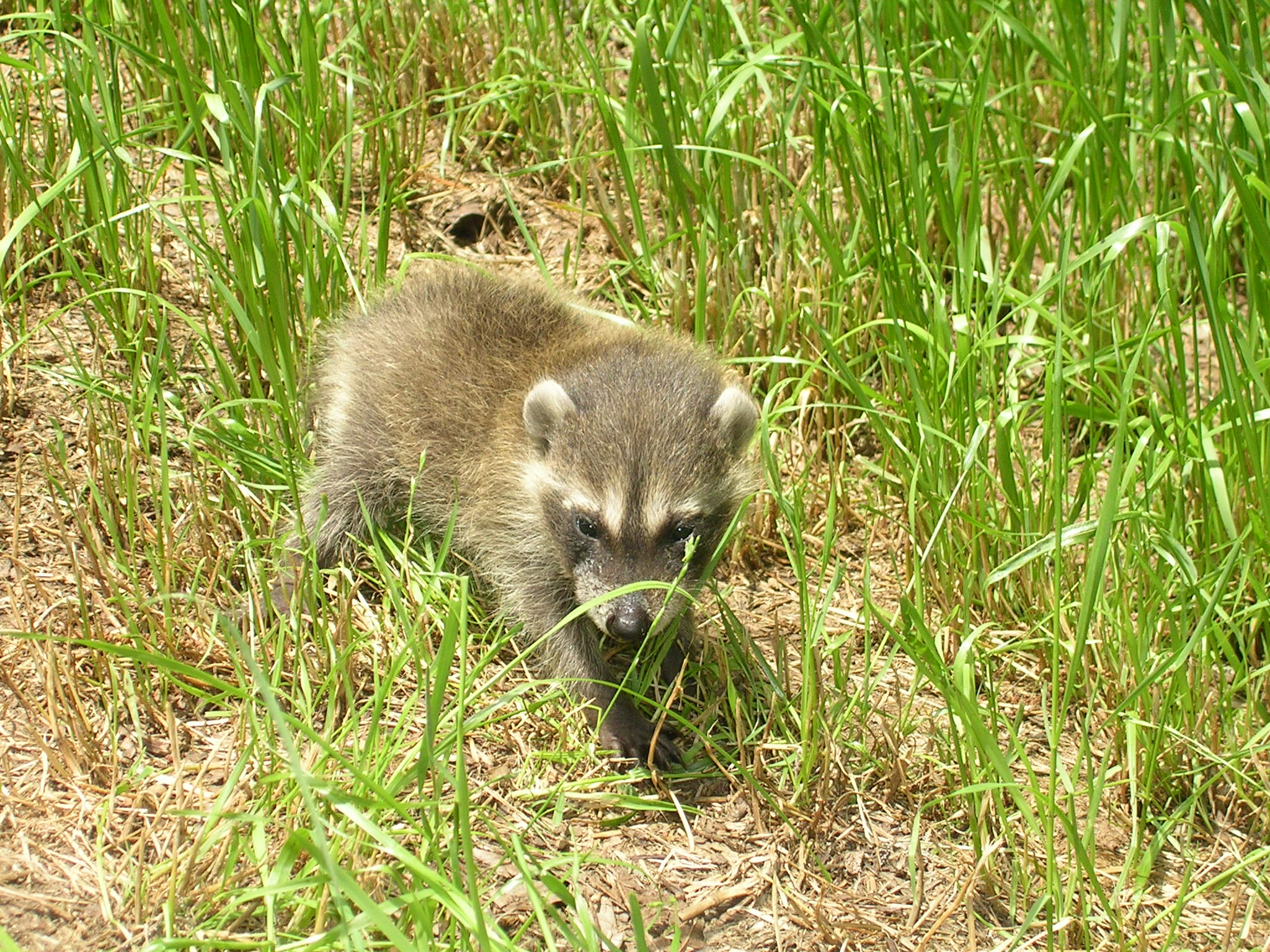
Дитинча

Самиці моногамні, самці полігамні. Самці не беруть участі у вихованні та догляді за дитинчатами.
Період розмноження припадає на лютий-березень, в південних частинах ареалу спостерігається цілорічне розмноження. Вагітність триває 9–10 тижнів (в середньому 63 дні). Матері народжують в лігві, найчастіше в дуплах дерев. Народжується від 1 до 7 дитинчат, в середньому 3–5.
Новонароджені важать близько 60–75 г, беззубі та сліпі. Очі відкриваються на 15–18 день; зуби прорізуються на 17–20 день. Коли їм виповнюється 10 днів, у них починає проявлятися чорна маска на морді та загальне забарвлення. Вуха починають рівно стояти на голові на 18–24 день. У віці 4–6 тижнів вже починають виходити з лігва. У матерів лактація триває до трьох місяців.
Протягом свого першого літа, молоді вправно навчаються у матері. Вона показує їм як лазити по деревах, плавати, де шукати їжу і як полювати. Родина залишається разом, поки доросла самиця не народить наступне потомство наступної весни. Частина дитинчат покидає матір восени, а частина залишається в лігві до наступного року. Сини йдуть з материнської ділянки на набагато більші відстані, ніж дочки, які зазвичай залишаються в безпосередній близькості від території матері.
Статеве дозрівання настає в перший рік у самок, та в 2 рік у самців.

## Галерея

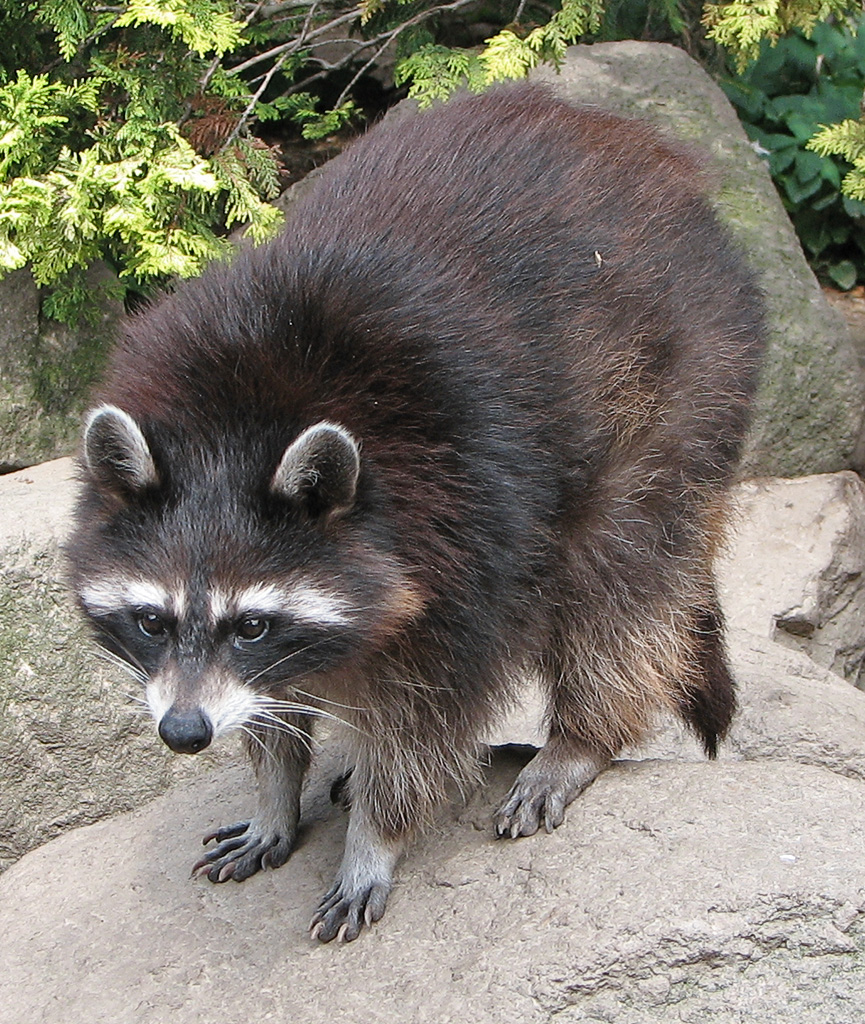
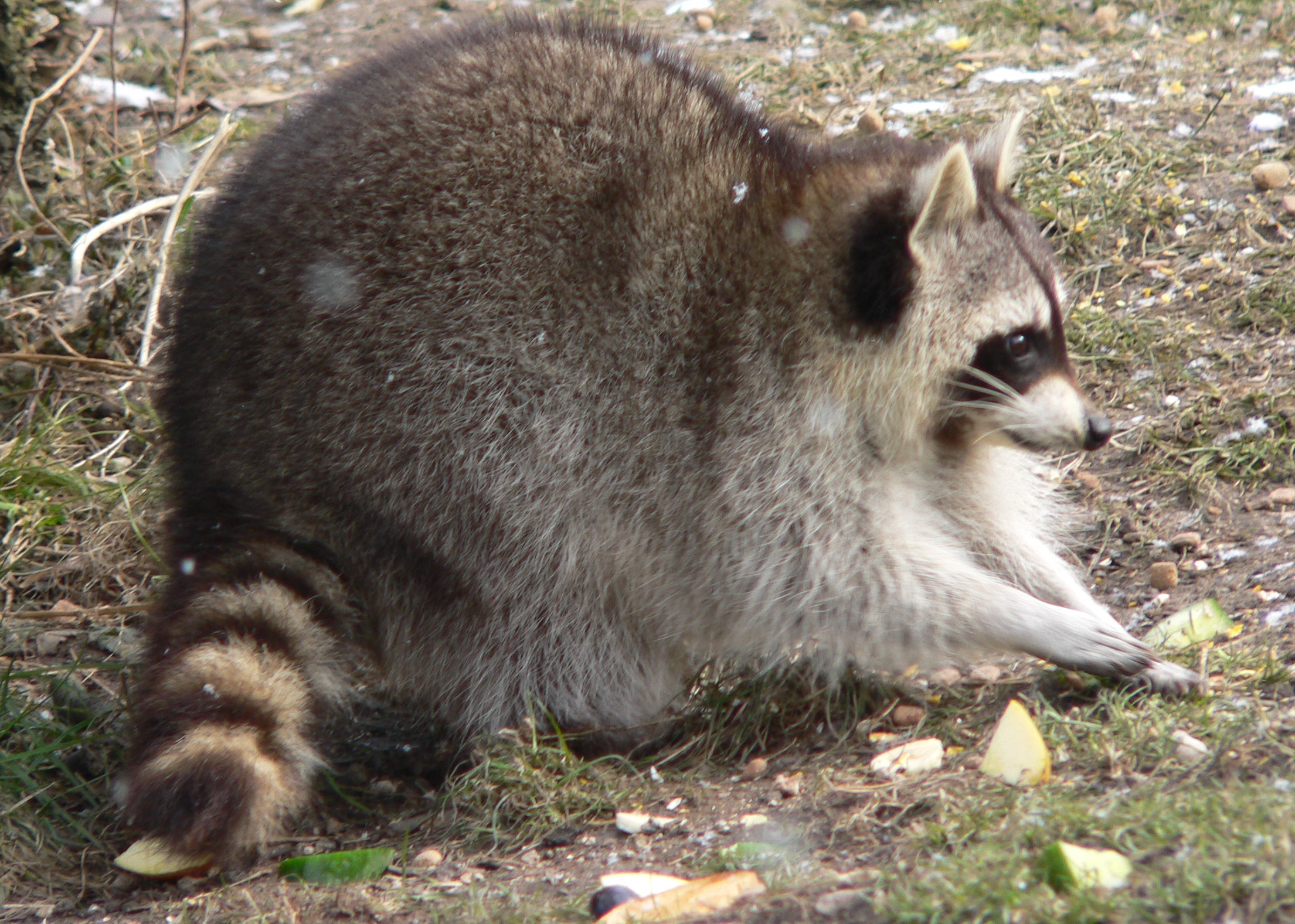
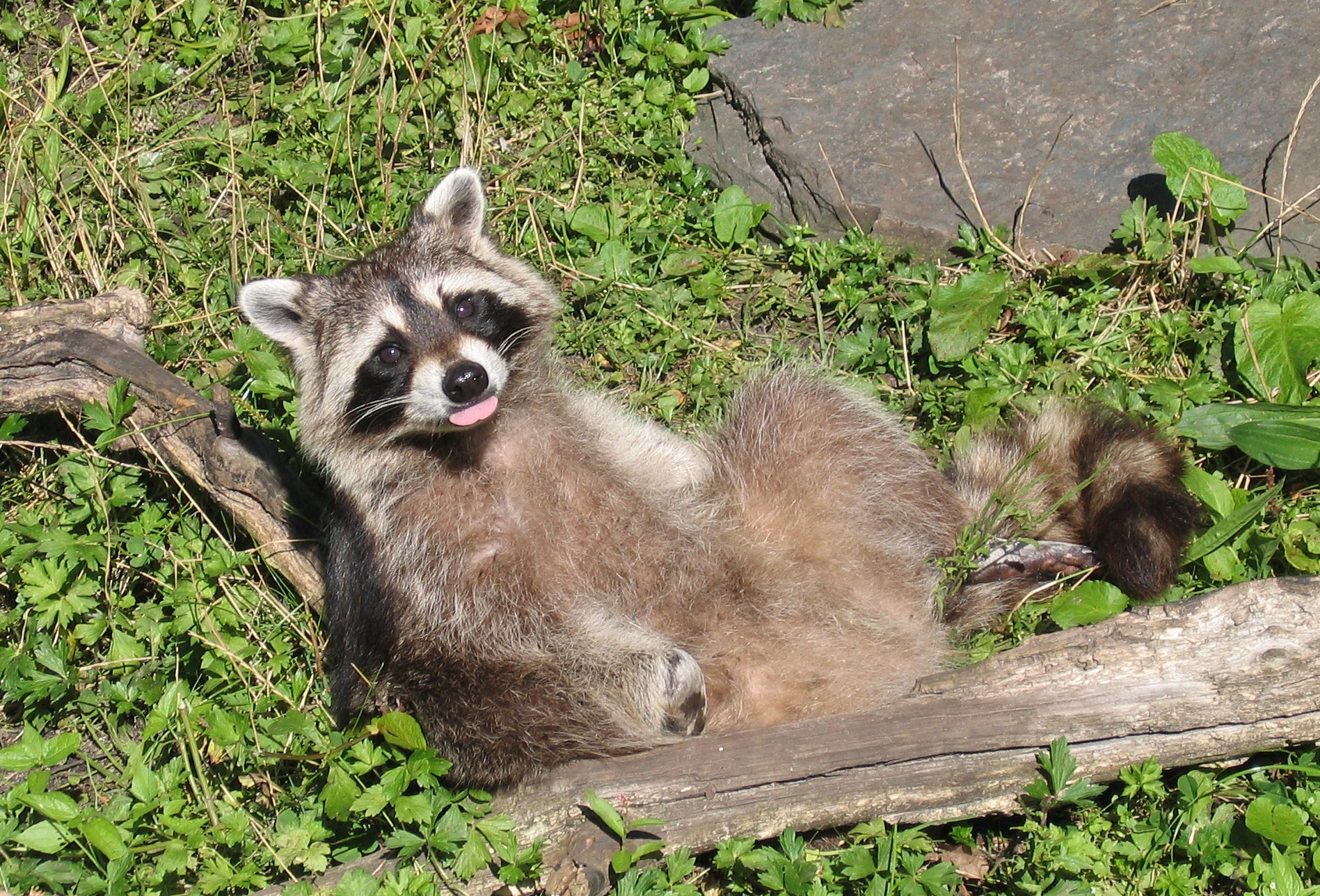
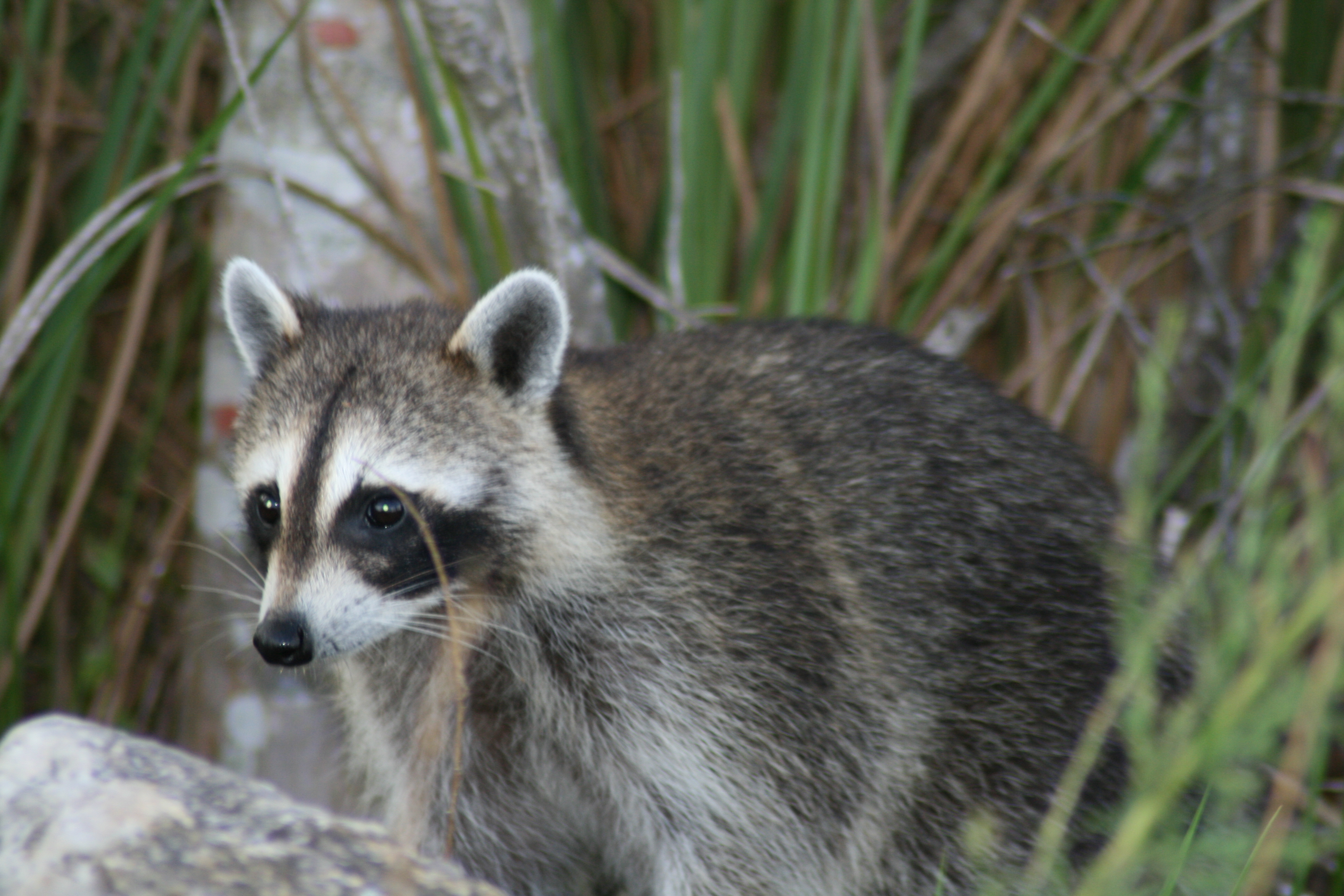
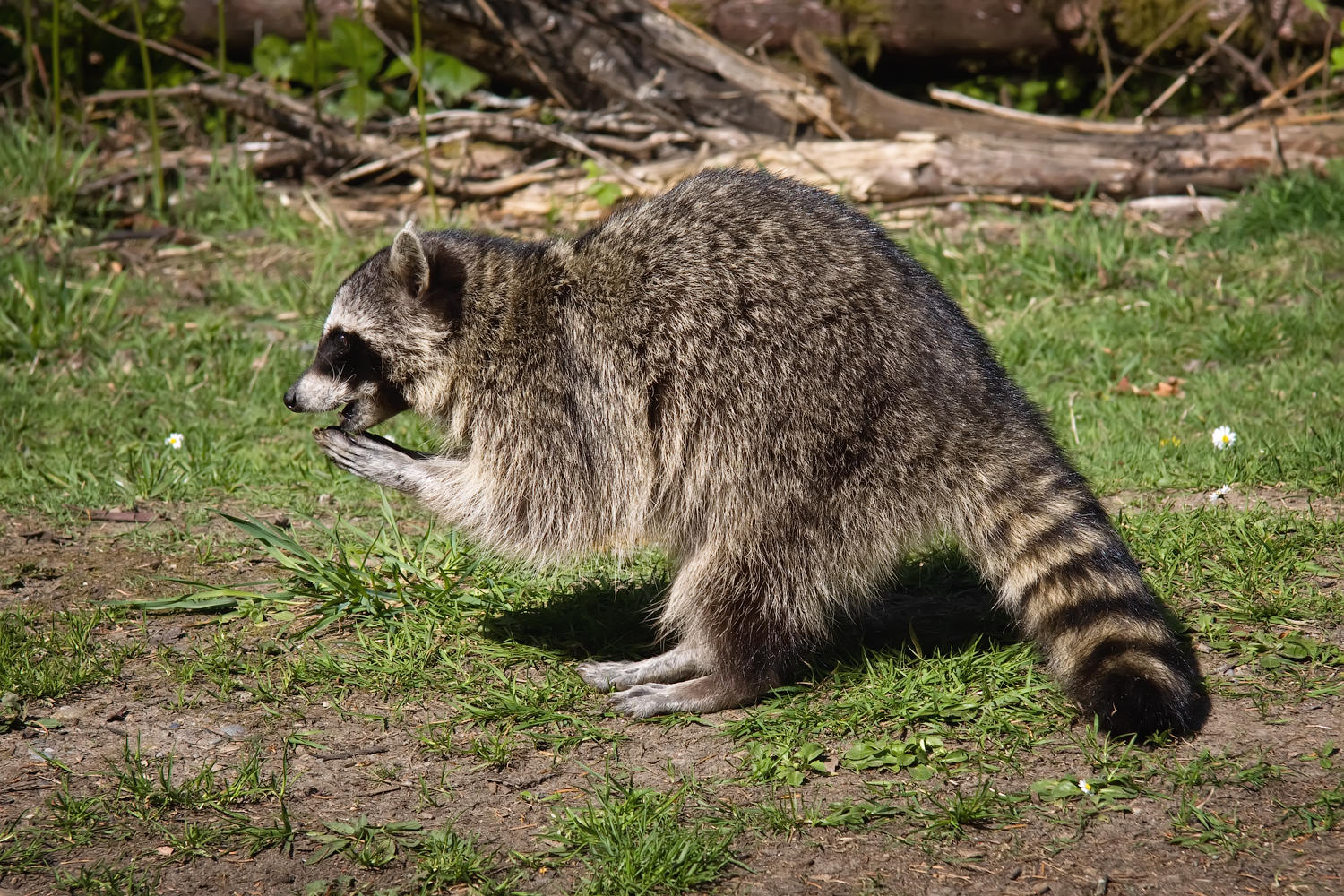
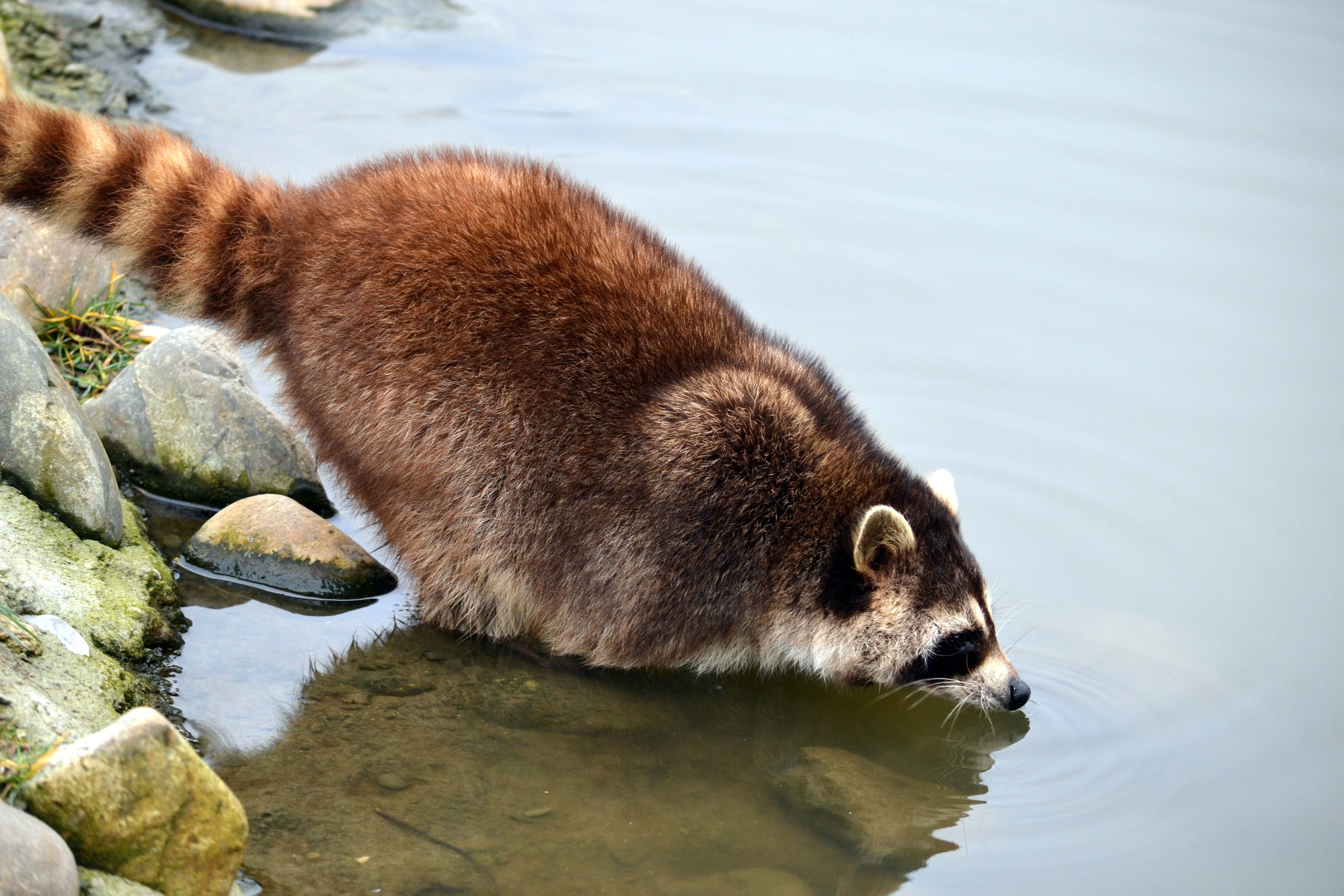
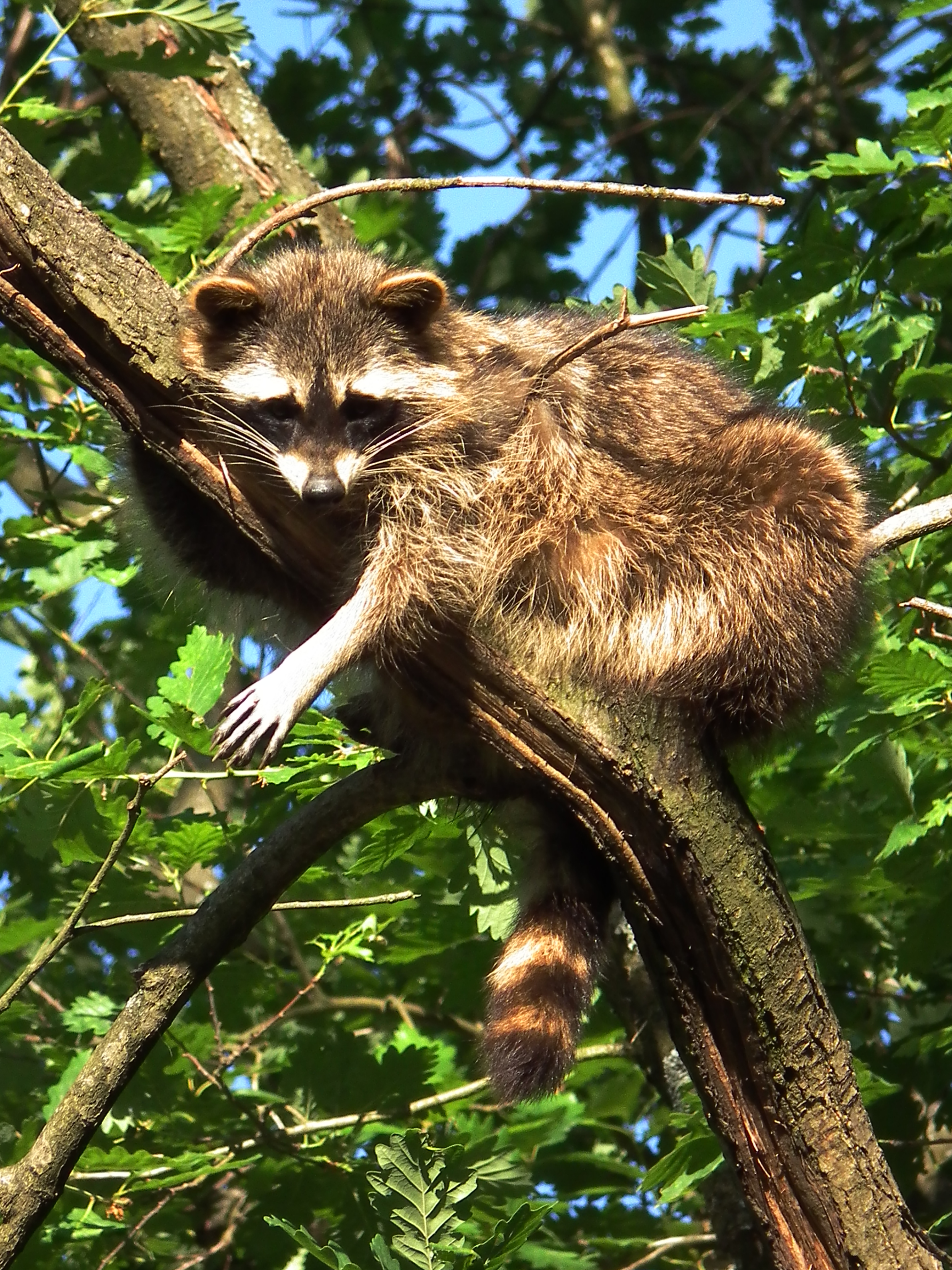
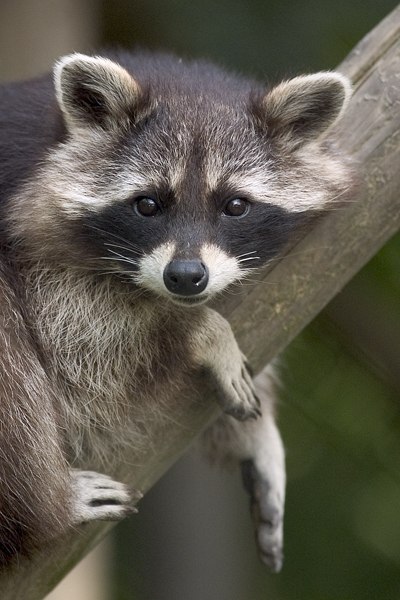
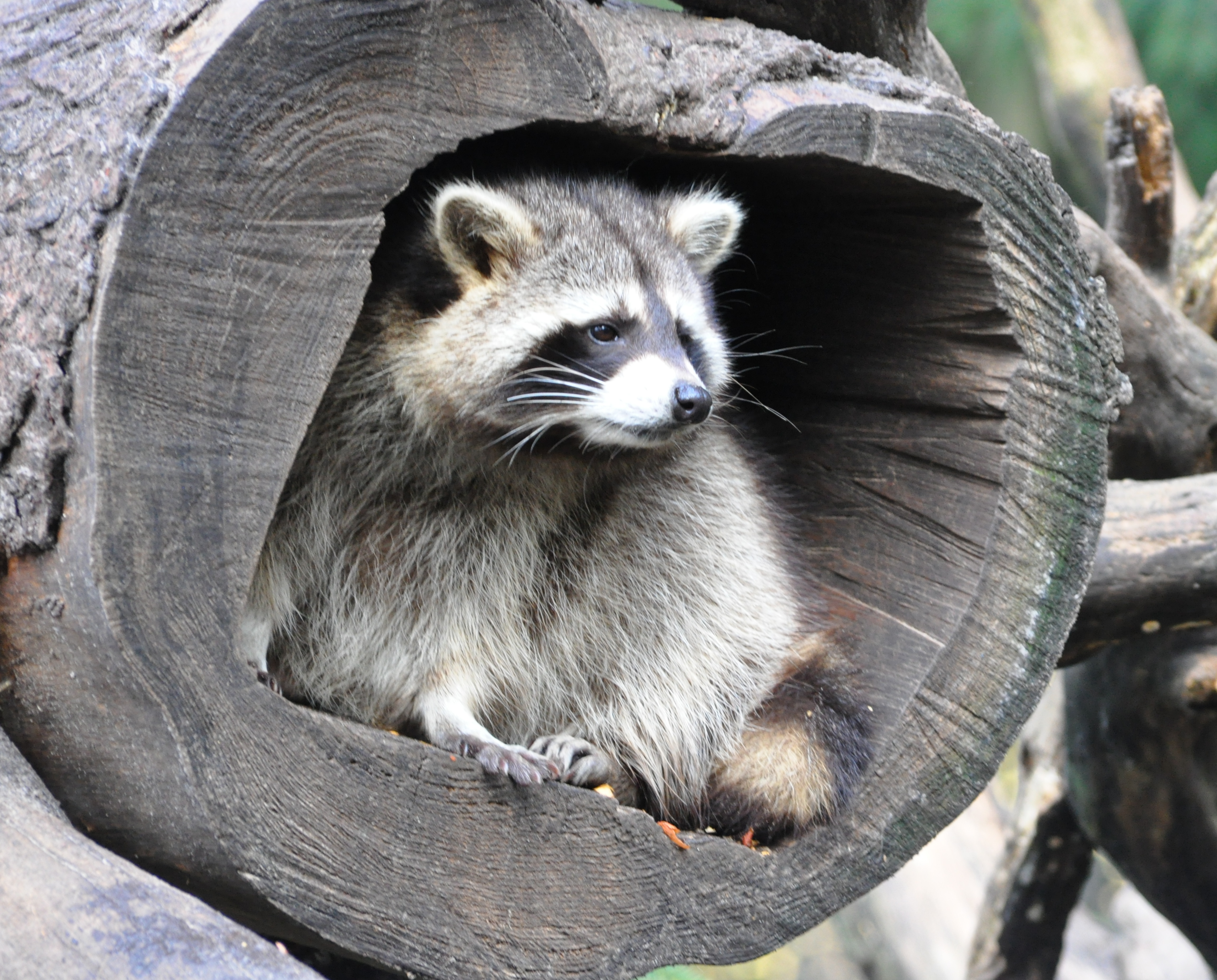
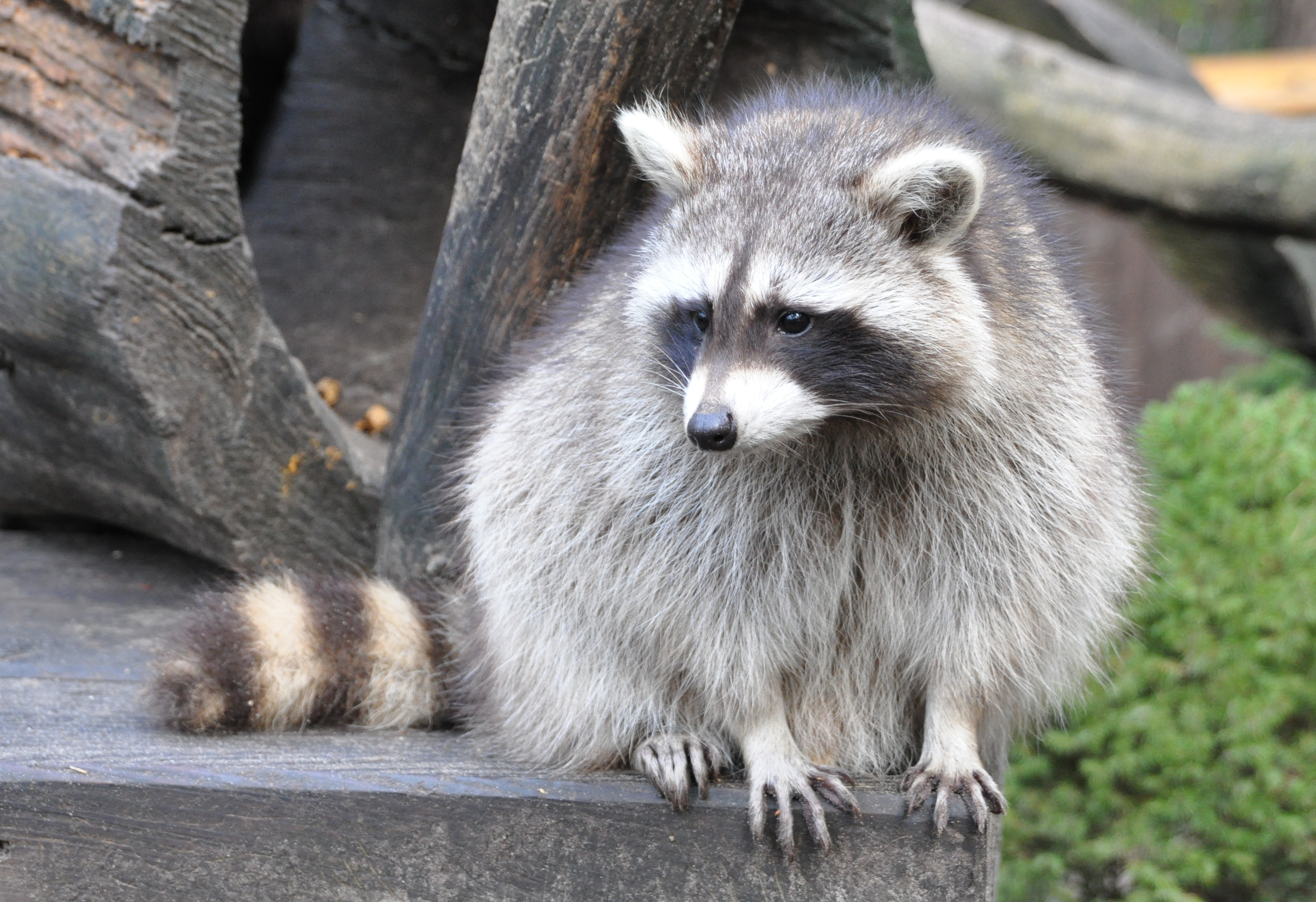
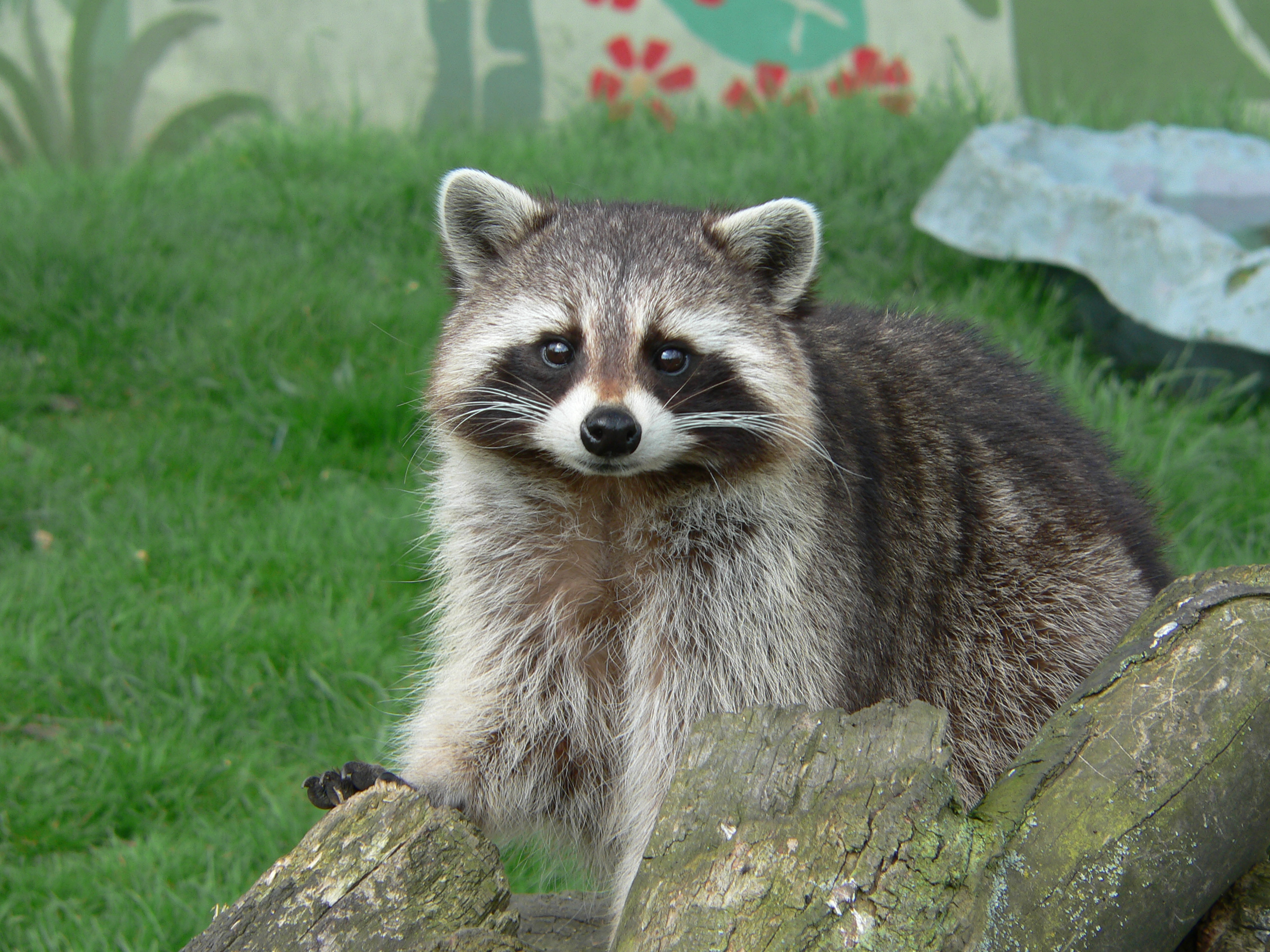